# Trichilogaster flavivena
Trichilogaster flavivena är en stekelart som först beskrevs av Girault 1931.  Trichilogaster flavivena ingår i släktet Trichilogaster och familjen puppglanssteklar. Inga underarter finns listade i Catalogue of Life.